# Amathia vidovici
Amathia vidovici är en mossdjursart som först beskrevs av Heller 1867.  Amathia vidovici ingår i släktet Amathia och familjen Vesiculariidae. Inga underarter finns listade i Catalogue of Life.